# Ajalpan
Ajalpan è una municipalità dello stato di Puebla, nel Messico centrale, il cui capoluogo è la località omonima.
Conta 60.621 abitanti (2010) e ha una estensione di 394,68 km². 	 	
Il significato del nome della località in lingua nahuatl è l'acqua sopra la sabbia.